# Pedaggi urbani di Milano

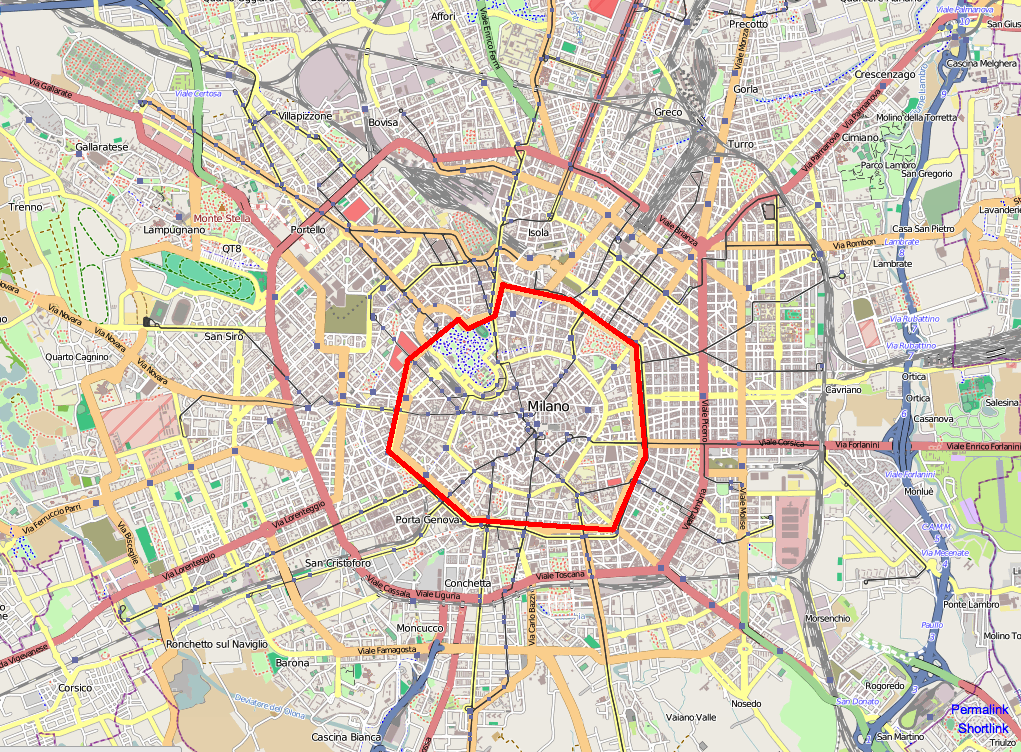
La zona a traffico limitato (ZTL) di Milano

Con i pedaggi urbani di Milano si intendono alcuni sistemi di accesso a pagamento alla zona centrale di Milano, istituiti per scoraggiare l'utilizzo dei mezzi privati di trasporto a motore più inquinanti, ridurre il traffico e l'inquinamento, e ricavare fondi per investimenti nel trasporto pubblico.
Il primo pedaggio urbano istituito a Milano, chiamato Ecopass, entrò in vigore il 2 gennaio 2008: imponeva un pedaggio d'ingresso a conducenti di alcune categorie di automezzi privati per poter accedere alla zona a traffico limitato (ZTL)-Cerchia dei Bastioni (8,2 km² su una superficie totale di 181 km² della città di Milano), le sue modalità di applicazione rimasero pressoché immutate fino al 31 dicembre 2011, venendo quindi sostituite dal 16 gennaio 2012 da quelle del sistema detto "Area C", avente diversa tariffazione e nuovi divieti di ingresso.

## Storia
L'elevato volume del traffico automobilistico nel centro cittadino milanese e il conseguente inquinamento dell'aria costituiscono da decenni uno dei maggiori problemi della città.
Un primo tentativo di affrontarlo avvenne nel 1995 con l'introduzione di vaste zone con parcheggi a pagamento nel piano del traffico cittadino. Dal 1999 si iniziò a discutere e proporre l'introduzione di una zona a traffico limitato
Durante la campagna elettorale per le elezioni comunali del 2006, la candidata a sindaco del centro-destra Letizia Moratti, poi eletta, promise di introdurre "un pedaggio per tutti i veicoli non residenti, proporzionale alle emissioni inquinanti". L'Ecopass entrò in funzione un anno e mezzo dopo la vittoria elettorale, il 12 gennaio 2008, e con misure più morbide di quelle prospettate, con l'obiettivo di ridurre del 10% il traffico in centro. Il provvedimento non fu pienamente condiviso anche da esponenti della maggioranza di Palazzo Marino, comportando l'uscita dalla giunta dell'assessore alla salute Carla De Albertis, e le costanti contestazioni di rappresentanti di Alleanza Nazionale e della Lega Nord. L'ex sindaco Gabriele Albertini lo definì «una misura impopolare, iniqua, inefficace e probabilmente illegittima».
Il 16 novembre 2009 Edoardo Croci, assessore al traffico eletto nel 2006 per la Lista Moratti e redattore del progetto Ecopass, venne sollevato dall'incarico da Letizia Moratti. In un'intervista Croci sosteneva che la sua esautorazione era dovuta a "logiche politiche" e non era legata al lavoro da lui svolto.
Inizialmente era prevista una sperimentazione di un anno, al seguito della quale si sarebbe deciso se allargare il provvedimento alla cerchia della filovia 90-91 ossia alla circonvallazione esterna, se estendere il pagamento del pedaggio anche ai veicoli meno inquinanti e se aumentare le tariffe. In realtà, l'unica modifica alla "sperimentazione" venne dopo gli stati generali del centrodestra del maggio 2010, quando fu deciso di eliminare l'esenzione per i veicoli diesel Euro IV ed Euro V senza filtro antiparticolato. Nel frattempo, il numero delle auto soggette al pedaggio è stato in costante diminuzione, a causa delle sempre maggiori deroghe concesse dall'amministrazione comunale e dell'evoluzione del parco automobilistico verso le vetture Euro V.
Gli incassi dell'Ecopass, che avrebbero dovuto finanziare interventi di mobilità sostenibile, sono stati solo parzialmente utilizzati per il sistema di bike-sharing BikeMI..
Nel 2010 Moratti nominò una "commissione di esperti", su indicazioni dei partiti, e guidata dall'assessore al traffico Riccardo De Corato, per valutare i risultati e stilare nuove proposte in tema di regolazione del traffico: dal passaggio al sistema di congestion charge, alle targhe alterne o alla fine del sistema ecopass. Il rapporto, presentato nel marzo 2011, indicava quattro raccomandazioni per il potenziamento del sistema: modulazione su due tariffe (2 € e 5 €) anziché tre, e una tripla estensione: a tutti i veicoli esclusi (passaggio al sistema di congestion charge), alle ore notturne dopo le 19:30, e alla cerchia filoviaria del 90/91..
Il sindaco prima decise di rimandare ogni decisione su Ecopass a dopo le elezioni del 2011, prolungandone lo status quo fino al 30 settembre 2011 e annunciando un referendum popolare sulla materia per il 12 giugno (cui la Lega Nord aveva annunciato campagna per il no). Quindi inserì la prosecuzione di Ecopass nel programma elettorale. A seguito del risultato del primo turno elettorale, Moratti preannunciò l'abolizione del pedaggio, tramite la gratuità per tutti i residenti in città a partire dal 1º ottobre, in caso di sua vittoria al ballottaggio, che tuttavia perse contro il candidato del centro-sinistra Giuliano Pisapia.
La giunta Pisapia ha prolungato il sistema Ecopass fino alla fine di dicembre 2011 e contemporaneamente ha elaborato un diverso sistema, chiamato "Area C", in vigore dal 16 gennaio 2012 per un periodo di sperimentazione di 18 mesi. Il sistema prevede sempre il pagamento di un pedaggio, denominato "congestion charge", applicato dal lunedì al venerdì, dalle 7:30 alle 19:30 e maggiori divieti di ingresso nella zona ed il parcheggio gratuito per due ore del veicolo, se parcheggiato entro le strisce blu, e se classificato come veicolo di servizio (Codici ATECORI A 01-03, C 10-33, F 41-43, G 45-47, H 49-53, J 58.1, I 55-56, Q 86-88, N 81-82, S 95-96).

## I pedaggi

### Ecopass
Venne introdotto ispirandosi all'analogo provvedimento in vigore dal 2003 a Londra e dal 2006 a Stoccolma con lo scopo di limitare il traffico nel centro della città. Tuttavia, i suoi critici osservano mentre il provvedimento britannico e svedese è formalmente volto (dalla denominazione di congestion charge) principalmente a ridurre il congestionamento del traffico veicolare, il pedaggio milanese è rivolto a diminuire l'inquinamento atmosferico nell'interno della città. Pertanto quello in vigore a Londra e Stoccolma è giornalisticamente definito congestion charge, mentre quello introdotto a Milano dalla giunta Moratti è definito pollution charge.
L'ecopass non era un sistema teso a combattere radicalmente l'inquinamento consentendo il passaggio alle sole vetture meno inquinanti. Esso si limitava a richiedere alle vetture inquinanti di pagare un contributo per l'inquinamento apportato al centro della città (eco-tax)
Erano totalmente esentate dal pagamento alcune categorie di veicoli a minor inquinamento:
- auto a benzina Euro III e IV
- veicoli diesel Euro IV e V con FAP
- veicoli elettrici, ibridi, a GPL o metano
- moto e motocicli

Godevano inoltre di esenzioni speciali: veicoli disabili; bus, taxi e veicoli a noleggio con conducente; veicoli di pubblico servizio o appartenenti a enti pubblici ("auto blu"); veicoli che trasportavano merci altamente deperibili.
Gli altri autoveicoli pagavano in proporzione all'impatto sull'ambiente (secondo la loro rispettiva "Classe di Inquinamento"):
- 2 € al giorno per le vetture di "classe 3 ": auto e veicoli commerciali benzina Euro I e Euro II
- 5 € al giorno per le vetture di "classe 4 ": auto benzina Euro 0, auto diesel Euro I, II, III ed Euro IV e V senza FAP; veicoli commerciali benzina Euro 0 e diesel Euro III
- 10 € al giorno per le vetture di "classe 5 ": auto diesel Euro 0, veicoli commerciali diesel Euro 0, I e II

Un abbonamento annuale era disponibile per i soli residenti all'interno della Cerchia dei Bastioni: 50 € per la classe 3, 125 € per la classe 2, 250 € per la Classe 1.
La normativa ecopass non considerava i veicoli più inquinanti (in genere i modelli più vecchi, anteriori all'adozione degli standard europei sulle emissioni inquinanti, "pre-euro" o "euro-0"), che erano già totalmente esclusi dalla circolazione, per il periodo che va dal 15 ottobre al 15 aprile, non solo nell'area interessata dal provvedimento, ma in tutta la zona A1 (così come definita dal d.G.R. n. 5290/07, comprendente le cosiddette "aree critiche") della regione Lombardia; tale limitazione è contenuta nel d.G.R. n. 5546/2007.
Chi fosse entrato nella zona a traffico limitato senza pagare il pedaggio entro la mezzanotte del giorno successivo, avrebbe ricevuto una multa di 70 €.

### Area C
Dal 16 gennaio 2012 l'accesso alla ZTL Cerchia dei Bastioni è sottoposta ad Area C. Le novità introdotte sono il divieto di circolazione nell'area per i mezzi più inquinanti, l'uniformità del costo del pedaggio giornaliero, elevato a 5 euro, indistinto per tutti i tipi di vetture alimentate a benzina e diesel ammesse a transitare entro l'area, l'estensione del pedaggio (ridotto a 2 euro) anche per i residenti nell'area, dopo 40 accessi giornalieri annuali. L'accesso alla ZTL è gratuito per veicoli elettrici, motorini e moto (senza vincolo di cilindrata).
In accordo a stime di esperti, la nuova tariffazione dovrebbe far entrare nelle casse comunali circa 30 milioni di euro all'anno, triplicando il fatturato rispetto a quella precedente.
L'ingresso può essere pagato tramite apparato di telepedaggio a seguito di autorizzazione online, RID bancario pre-autorizzato, presso le tabaccherie, le edicole, Atm point, attraverso il sito ufficiale del Comune di Milano, chiamando il centralino Area C, presso i bancomat di Intesa Sanpaolo o attraverso i parcometri.
Per i veicoli a targa straniera le varie modalità di pagamento sono subordinate a una chiamata al centralino del servizio, salvo acquisti di pacchetti per ingressi multipli.

## Controllo trasgressioni, multe e ricorsi
Tutti i punti di ingresso nella zona a traffico limitato sono monitorati con telecamere connesse con un sistema informatico in grado di rilevare la targa dell'automobile in entrata e verificare, tramite una base di dati, la sua categoria e quindi controllare l'avvenuto pagamento del pedaggio o rilevare l'infrazione. Nel 2020 si accede in Area C da 43 varchi ZTL o porte telematiche dotate di telecamera, non tutti a disposizione per l'utenza privata: 36 varchi sono disponibili per l'accesso con pagamento del pedaggio, mentre gli altri 7 sono riservati a mezzi pubblici a agli autorizzati e sono fonte di multe per gli altri. Il costo annuo di gestione del controllo del traffico è di circa 6 milioni di euro.

### Multe e ricorsi con l'Ecopass
La procedura automatica di rilevamento delle infrazioni ha causato un altissimo numero di ricorsi da parte dei multati (per errori di rilevamento dei numeri di targa, multe multiple, mancanza di informazione e di certezza sul rispetto delle normative di settore), portando al collasso gli uffici del giudice di pace di Milano che è competente sulla materia.
La maggioranza dei magistrati ha inoltre dato torto al Comune di Milano (con circa 1.500 ricorsi accolti su 2.000 presentati tra luglio e agosto 2010) per quanto riguarda la sanzione, per infrazione rilevata via telecamera, commessa agli ingressi dai varchi riservati al trasporto pubblico, in base ad una norma del 1999 che richiede la presenza sul posto di un agente di Polizia municipale a tale scopo, a differenza dei varchi ZTL. L'art. 7 del CdS impone regole precise sulla segnaletica ZTL che, l'Amministrazione interessata deve osservare. Oltre alla specifica segnaletica ZTL, in sede di esame al Ministero dei trasporti questi richiede anche una via di fuga o pentimento in modo da dare la possibilità agli automobilisti di scegliere se accedere o meno. Quando l'istituzione di una ZTL non è preceduta da un progetto meticoloso è possibile che queste regole sfuggano all'Amministrazione e sono la causa di motivi di impugnazione nei ricorsi ZTL in generale.

### Ricorsi contro Area C
Il Consiglio di Stato ha sospeso la delibera istitutiva dell'Area C, pertanto il comune ha cessato l'esazione del pedaggio. Il 17 settembre 2012 è tornata attiva l'Area C.

## Risultati

### Risultati dell'Ecopass
Dopo il primo mese di sperimentazione, nel febbraio 2008, i dati del Comune di Milano mostrarono un calo del traffico nella cerchia dei Bastioni (-22%) e una conseguente riduzione delle polveri di PM10 nella zona ecopass (-30%). ben superiori alle aspettative. Tuttavia, tali percentuali hanno subito un trend negativo costante, fino ai dati del 1º trimestre 2010, i peggiori dall'inizio del sistema ecopass, dovuti alla lenta ma costante diminuzione del numero delle auto soggette a pedaggio. I risultati dell'ecopass indicano una diminuzione delle concentrazioni del PM10, ma senza una variazione incisiva in termini di qualità dell'aria; continuava infatti lo sforamento dei termini massimi di giornate oltre i valori-soglia, come stabilito dalle normative UE:
Nell'anno 2009, l'Ecopass ha conseguito i seguenti risultati
- traffico all'interno della cerchia dei Bastioni: -15,7 %
- traffico nell'intera città: - 8%
- veicoli paganti rispetto al totale degli ingressi: 14,2 %

Nel primo trimestre 2010:
- traffico all'interno della cerchia dei Bastioni: -11,8 %
- traffico nell'intera città: - 6,8%
- veicoli paganti rispetto al totale degli ingressi: 12,8% (26.056 veicoli)

La concentrazione media giornaliera di PM10 in microgrammi al metrocubo:
- 1º trimestre 2008: 60
- 1º trimestre 2009: 64
- 1º trimestre 2010: 57

I giorni di superamento dei limiti di concentrazione PM10 (50 mcg/mc) in area Ecopass (massimo previsto da normative UE: 35 in un anno):
- 1º trimestre 2008: 34
- 1º trimestre 2009: 50
- 1º trimestre 2010: 47

Il Comune di Milano ha sospeso la comunicazione ai cittadini dei risultati dell'Ecopass (pubblica e su richiesta) nel settembre 2009. La comunicazione periodica dei risultati (inizialmente mensile, quindi trimestrale) rientra tra i doveri dell'amministrazione comunale secondo provvedimenti della stessa giunta e del consiglio comunale. Tale silenzio è stato denunciato come parte di una strategia politica di "opacità dei risultati e marketing dei principi", in vista delle elezioni comunali del 2011 a Milano
Il rapporto della commissione di esperti, pubblicato nel 2011, indica come causa del peggiorare dei risultati il progressivo rinnovo del parco macchine dei milanesi, che ha fatto aumentare gli ingressi senza pedaggio nella ZTL, vanificando così gli effetti del provvedimento. Il 2011 è risultato l'anno più inquinato dall'avvio della limitazione del traffico nel centro cittadino.

### Risultati dell'Area C
Nei primi giorni dell'introduzione del nuovo sistema di pedaggio urbano, a gennaio 2012, il traffico in ingresso nell'area della nuova ZTL di Milano è stato del 30,8% in meno rispetto ai giorni precedenti, nelle ore in cui il sistema è attivo, mentre si è osservato un debole incremento del traffico mattutino prima dell'inizio delle 7:30 (orario in cui si inizia a pagare il pedaggio) e soprattutto un deciso incremento di traffico automobilistico dopo le 19:30 (termine dell'orario di pagamento pedaggio) facendo diventare l'orario 19:30 - 20:30 quello di massima punta di traffico cittadino. Inoltre nella più ampia area milanese, nel periodo gennaio-maggio 2012, si era registrata una riduzione media del traffico rispetto allo stesso periodo del 2011 pari al 6,9%, che sale al 7,6% se si guarda alla fascia oraria (7:30-19:30) in cui l'ingresso all'Area C è sottoposta a pedaggio (5 euro, ridotti a 2 per i residenti, oltre i primi 40 ingressi gratuiti per quest'ultima categoria di utenti). La velocità commerciale dei mezzi pubblici di superficie era aumentata del 6% e gli incidenti si erano ridotti del 28%. La minor congestione aveva contribuito al calo delle emissioni di tutti i principali inquinanti locali: Pm10 totale (-22%), ammoniaca (-15%), ossidi di azoto (-20%), anidride carbonica (-22%) e le concentrazioni di Black Carbon risultavano significativamente più basse che nella fase precedente l'avvio del provvedimento (fino a -40%).
I dati qui sopra sono quelli forniti dal Comune di Milano attraverso i media; studi scientifici indipendenti sui dati ARPA Lombardia contestano quei risultati.

## Iniziative simili in altre città
Il sindaco di New York ha pianificato una iniziativa simile a quella dell'Ecopass ad inizio 2008, senza tuttavia che questa sia poi stata messa in pratica. A giugno 2008 un provvedimento analogo è stato approvato dal governo inglese per la città di Manchester, che però ha rifiutato il provvedimento tramite un referendum.
A gennaio 2012 si è iniziato a parlare di "Area C" anche in altre zone d'Italia, ove amministrazioni locali vorrebbero inserire forme di pedaggio e controllo del traffico in aree delimitate, sulla scia del successo mediatico del termine.